# Jakob Huwyler I.
Jakob Huwyler I. (auch: Jakob Huwiler I.; * 10. März 1822 in Rickenbach LU; † 31. März 1902 in München oder Chur) war ein Schweizer Maler und Eremit.

## Leben und Werke
Huwyler war der Sohn eines Bauern, wuchs in seinem Geburtsort auf und absolvierte eine Malerlehre bei Johann Bucher im Schlössli oberhalb von Beromünster. Im Alter von 25 Jahren wurde er Einsiedler. Er lebte als «Nikolaus von Luthern» oder «Bruder Niklaus» zunächst im Lutherngebiet bei Luzern, später in Stans auf dem Bergli. Seine künstlerischen Fertigkeiten erweiterte er in dieser Zeit bei Paul Deschwanden. Ab März 1851 lebte er im Ranft in Sachseln, 1854 unternahm er eine zweijährige Studienreise nach Rom und schrieb sich am 10. November 1855 für das Fach Malerei in der Antikenklasse der Akademie der Bildenden Künste München ein. Danach ging er als Laie zurück nach Sachseln, wo er bei Pfarrer Anton Omlin unterkam, und schliesslich nach Sursee. 1865 heiratete er dort, nachdem er Dispens erhalten hatte, Louise Fischer. Aus der Ehe ging der Sohn Jakob Huwyler II. hervor. Er lebte zuletzt in München und malte Altarbilder für Kirchen und Kapellen, «die sich nicht über den Rang der Mittelmäßigkeit erhoben», und Interieurs.
Unter seinen Werken waren drei Altargemälde für die Kapelle von Edisried und etliche Ölbilder in der Pfarr- und Wallfahrtskirche Sachseln, die aber 1904 entfernt wurden. Huwyler malte unter anderem 1861 den heiligen Bruder Klaus im Fürstensaal des Stifts Einsiedeln, 1866 das Altarblatt mit dem heiligen Josef in der Kapelle St. Ottilien in Buttisholz, 1867 ein Fastentuch mit der Passion Christi für die Pfarrkirche St. Martin (Entlebuch) in Entlebuch, 1877 das Hauptblatt für den Allerheiligenaltar in der Pfarrkirche Sursee, 1880 in der Pfarrkirche Maria Himmelfahrt in Müswangen ein Deckengemälde mit der Himmelfahrt Mariä. Etliche Kreuzwegstationen, die er 1884/85 für die Pfarrkirche Rickenbach gemalt hatte, wurden 2001 auf einem Dachboden in Zetziwil wiedergefunden. Nach einer Restaurierung wurden die Bilder 2007 wieder im Rahmen der 2. Regionalen Museumsnacht in der Pfarrkirche Rickenbach gezeigt.